# Ostre Pióro
Ostre Pióro BCC – wyróżnienie przyznawane przez Business Centre Club przedstawicielom mediów ogólnopolskich i regionalnych, którzy w swojej pracy zawodowej propagują zasady przedsiębiorczości, szerzą edukację ekonomiczną i wspierają idee wolnego rynku.
Po raz pierwszy dyplomy i Ostre Pióra wręczono 19 czerwca 1997 roku. Wśród laureatów dotychczasowych edycji nagrody BCC są wybitni dziennikarze, uznani publicyści, szefowie największych tytułów prasowych, dziennikarze radiowi, telewizyjni i agencyjni m.in.: Monika Olejnik, Elżbieta Jaworowicz, Grzegorz Kozak, Grzegorz Miecugow, Jacek Ziarno, Kamil Durczok, Tomasz Wróblewski, Andrzej Turski, Maciej Sojka, Witold Gadomski, Marek Król, Wiktor Legowicz, Janina Paradowska, Emil Marat, Krzysztof Skowroński, Tomasz Bonek, Jan Pospieszalski i Tomasz Prusek.